# Eusarsiella ozotothrix
Eusarsiella ozotothrix is een mosselkreeftjessoort uit de familie van de Sarsiellidae. De wetenschappelijke naam van de soort is voor het eerst geldig gepubliceerd in 1976 door Kornicker & Bowen.